# Бранко Машић
Бранко Машић је српски књижевник. Са групом југословенски усмерених писаца (Нико Бартуловић, Иво Андрић и Владимир Ћоровић) уређивао 1917. године у Загребу часопис „Књижевни Југ“.
Српски емигрант из Кордуна Бранко Машић објавио је у „Канадском Србобрану“ од 29. јануара 1959. године један чланак под насловом „Хрватска јавна тајна“ у којем је изос. писао:
... Никада Хрвати не би примили тај језик као свој, а још мање би прихватили илирство, односно доцније југословенство, да иза тога није стајала крупна гаранција или осигурање. И то у облику њихове јавне тајне...
Та хрватска јавна тајна изгледа овако:
Основна жеља и мисао Аустро-Латина је да се баш уз помоћ Хрвата, сузбије, расточи и упропасти онај већ елементарном снагом завитлан полет новог пробуђеног српства, коме је и сувише очит циљ: не само политичко ослобођење Срба и осталих Јужних Словена, већ и њихово „лудо“ настојање да се са оном својом „полуварварском“ традиционалном културом или својим моралом и филозофијом из народне поезије, истакну и афирмирају међу осталим цивилизованим светом...
Ту јавну хрватску тајну знао је јасно и непосредно Људевит Гај, отац хрватског илирства и чисти плаћени најамник или шпијун аустро-латински. Исто тако и гроф Јанко Драшковић, његов главни помоћник. А доцније, посредно и непосредно, бискуп Штросмајер и поп Фрањо Рачки. Отуда су сва четворица по томе плану радили цео свој живот. Како је ко боље, вештије и прикривеније могао. По најчишћем језуитском начину: вазда брижљиво кријући ту својујавну тајну као змија ноге, што се вели. Поглавито од Срба.
Према томе за Хрвате преузимање српског језика и свог оног големог народног блага у њему није значило: да они тиме Србима придају неку вредност, способност - или ослободи Боже! - надмоћност над њима. Већ напротив!
Хрвати су Запад, Европа, Аустрија, Ватикан, „тисућљетна култура“. А Срби су Исток, Полуазијати, Византинци (у најгорем смислу: отприлике као Цигани), турска раја, Балканци, дивљаци. И још к томе отпадници „јединоспасавајуће“ хришћанске вере, неверници, шизматици. И сад ако се што од вредности или добра нашло код те „грчко-источњачке багре“, то је као кад дивљак случајно наиђе на драги камен. Он ће га дати првом човеку који га сретне будзашто. Или ће га одбацити.

Зато је сва дужност „тисућљетно“ културног народа да одузме дивљаку то чему он не зна вредности и не уме искористити како ваља. Према томе они га само удостојавају или чине милост томе дивљаку а човечанство задужују, преузимањем тог језика српског, кога онда дабоме с „пуним“ правом и „високом“ самосвешћу прогласују само - хрватским. Отуда оно управо махнито мегаломанство и шовинистичко њихово тврђење, јавно по новинама, да су Срби Хрватима украли њихов - хрватски језик!!!
Догађаји из тога времена, и каснијих времена, поготово из времена разбијања Социјалистичке Федеративне Републике Југославије, указују да његова упозорења треба озбиљно схватити. 